# Cabo Harcourt
El cabo Harcourt (en inglés: Cape Harcourt) es un promontorio que forma el lado norte de la entrada a la bahía Paz en la costa norte de la isla San Pedro del océano Atlántico. Se ubica cerca de la isla homónima cuyo nombre se remonta al año de 1920.